# Province della Bolivia

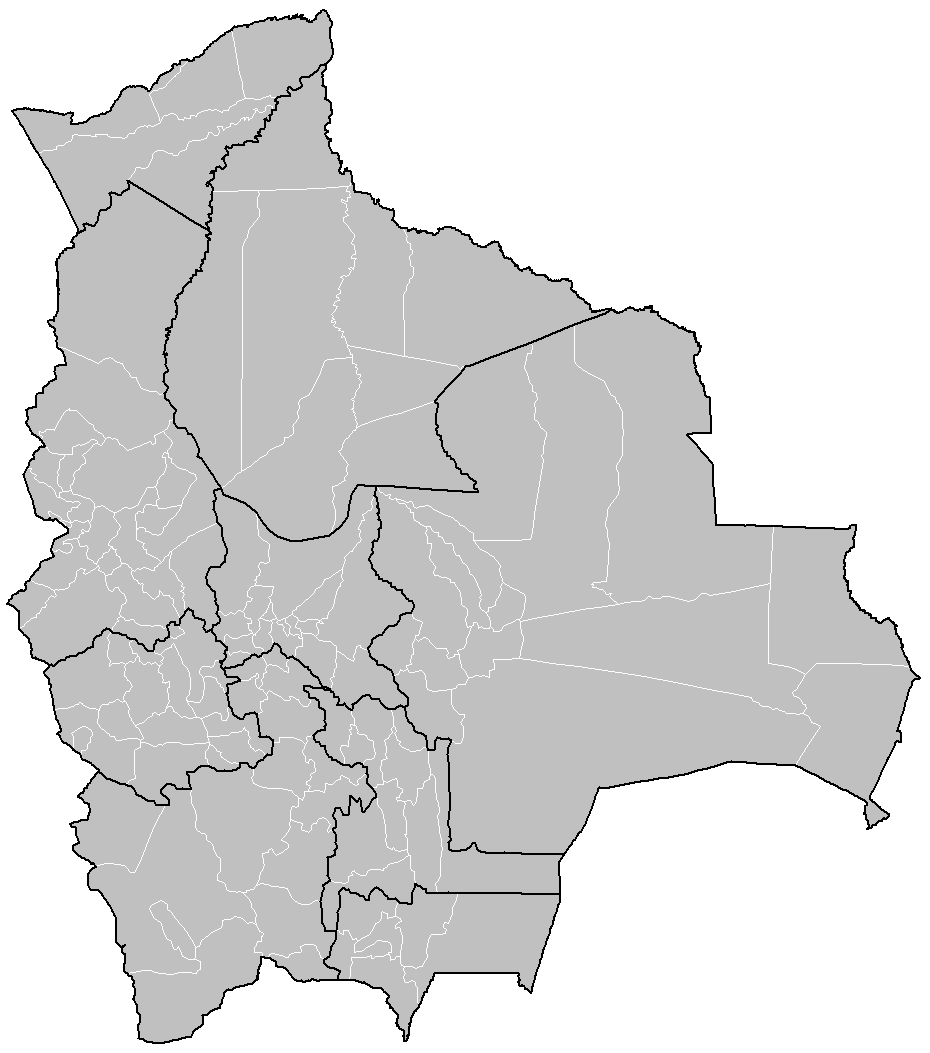
Province della Bolivia

Le province della Bolivia sono la suddivisione territoriale di secondo livello del Paese, dopo i dipartimenti, e sono pari a 112. Ciascuna di esse comprende a sua volta più comuni, in tutto 348.

## Lista

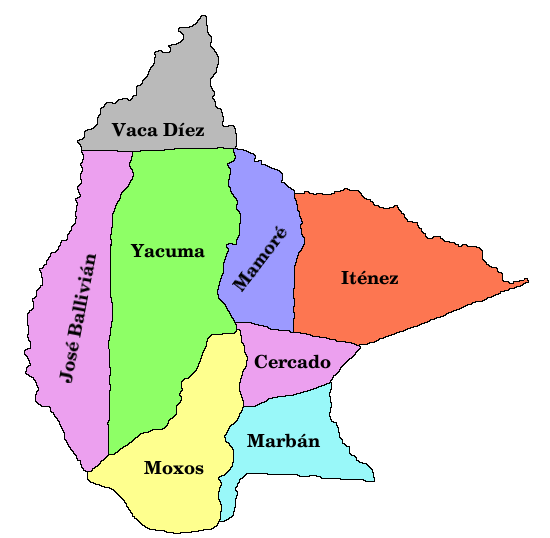
Province del dipartimento di Beni

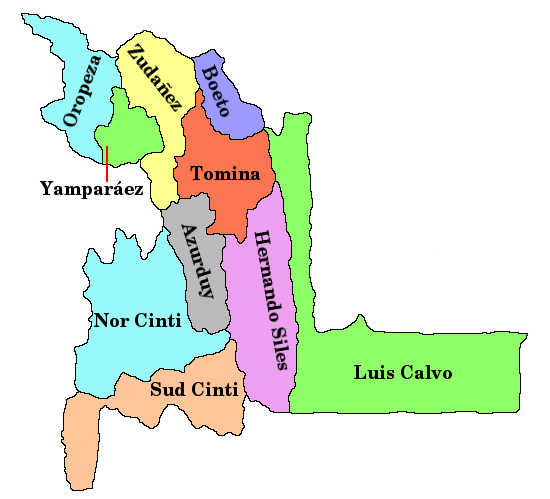
Province del dipartimento di Chuquisaca

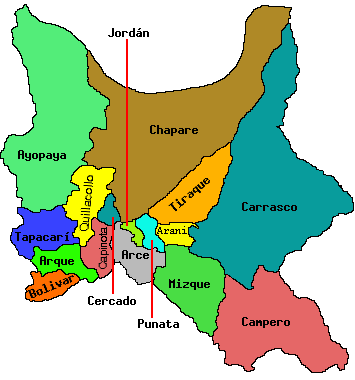
Province del dipartimento di Cochabamba

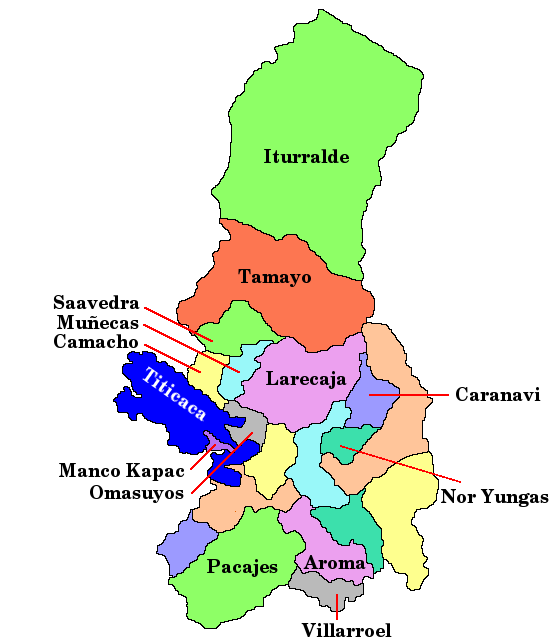
Province del dipartimento di La Paz

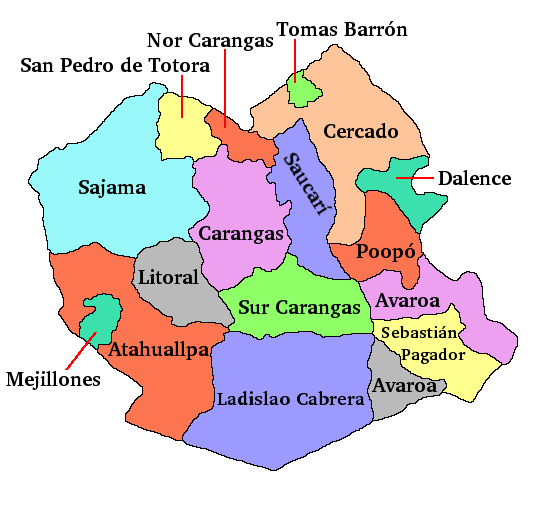
Province del dipartimento di Oruro

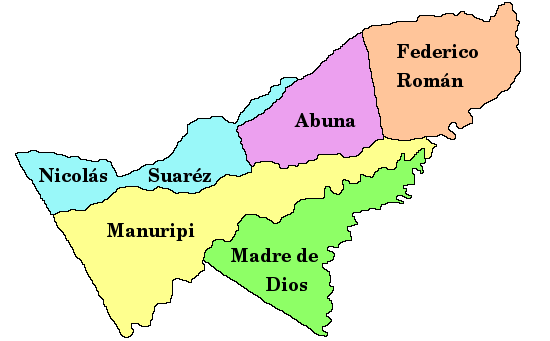
Province del dipartimento di Pando

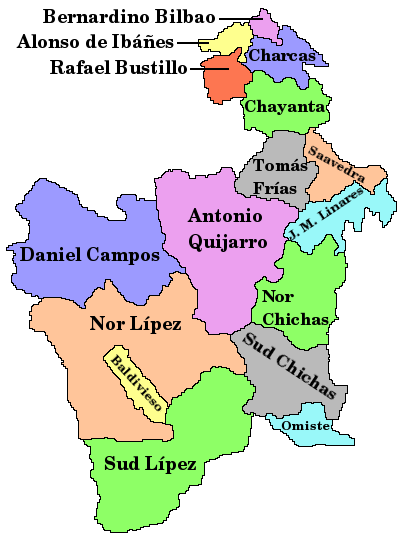
Province del dipartimento di Potosí

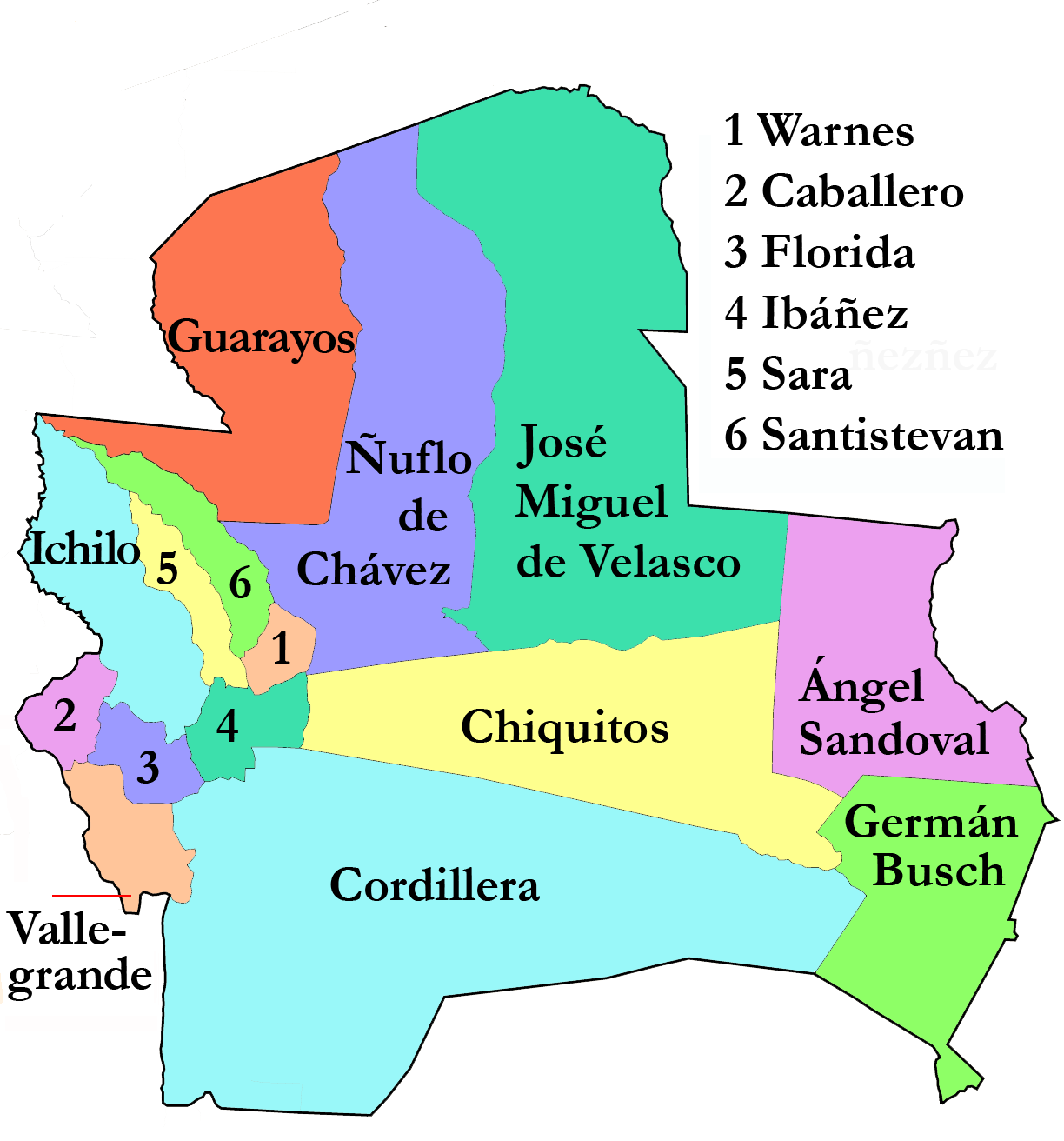
Province del dipartimento di Santa Cruz

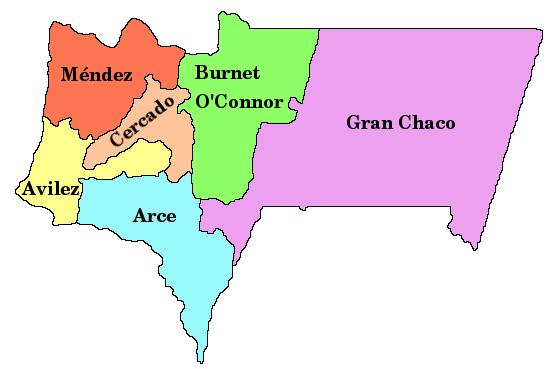
Province del dipartimento di Tarija

Dipartimento di Beni
| Provincia                       | Capoluogo            | Popolazione (2012) | Superficie (km²) |
| ------------------------------- | -------------------- | ------------------ | ---------------- |
| Vaca Díez                       | Riberalta            | 130 778            |                  |
| Cercado                         | San Javier           | 111 624            |                  |
| General José Ballivián Segurola | Reyes                | 82 700             |                  |
| Itenez                          | Magdalena            | 21 353             |                  |
| Mamoré                          | San Joaquín          | 12 817             |                  |
| Marbán                          | Loreto               | 16 331             |                  |
| Moxos                           | San Ignacio de Moxos | 22 163             |                  |
| Yacuma                          | Santa Ana del Yacuma | 23 430             |                  |

Dipartimento di Chuquisaca
| Provincia                | Capoluogo         | Popolazione (2012) | Superficie (km²) |
| ------------------------ | ----------------- | ------------------ | ---------------- |
| Belisario Boeto          | Villa Serrano     | 11 159             |                  |
| Hernando Siles           | Monteagudo        | 32 398             |                  |
| Juana Azurduy de Padilla | Azurduy           | 23 872             |                  |
| Jaime Zudáñez            | Zudáñez           | 39 992             |                  |
| Luis Calvo               | Villa Vaca Guzmán | 19 139             |                  |
| Nor Cinti                | Camargo           | 76 477             |                  |
| Oropeza                  | Sucre             | 286 140            |                  |
| Sud Cinti                | Villa Abecia      | 25 207             |                  |
| Tomina                   | Padilla           | 35 192             |                  |
| Yamparáez                | Tarabuco          | 26 577             |                  |

Dipartimento di Cochabamba
| Provincia       | Capoluogo   | Popolazione (2012) | Superficie (km²) |
| --------------- | ----------- | ------------------ | ---------------- |
| Arani           | Arani       | 18 444             |                  |
| Arque           | Arque       | 20 630             |                  |
| Ayopaya         | Ayopaya     | 54 408             |                  |
| Esteban Arce    | Tarata      | 37 152             |                  |
| Capinota        | Capinota    | 29 659             |                  |
| Carrasco        | Totora      | 135 097            |                  |
| Cercado         | Cochabamba  | 630 587            |                  |
| Chapare         | Sacaba      | 262 845            |                  |
| Germán Jordán   | Cliza       | 34 342             |                  |
| Mizque          | Mizque      | 35 586             |                  |
| Narciso Campero | Aiquile     | 35 763             |                  |
| Punata          | Punata      | 54 409             |                  |
| Quillacollo     | Quillacollo | 335 393            |                  |
| Tapacarí        | Tapacarí    | 24 595             |                  |
| Bolívar         | Bolívar     | 7 279              |                  |
| Tiraque         | Tiraque     | 41 954             |                  |

Dipartimento di La Paz
| Provincia             | Capoluogo              | Popolazione (2012) | Superficie (km²) |
| --------------------- | ---------------------- | ------------------ | ---------------- |
| Abel Iturralde        | Ixiamas                | 18 073             |                  |
| Aroma                 | Sica Sica              | 97 364             |                  |
| Bautista Saavedra     | Charazani              | 16 308             |                  |
| Caranavi              | Caranavi               | 59 365             |                  |
| Eliodoro Camacho      | Puerto Acosta          | 53 747             |                  |
| Franz Tamayo          | Apolo                  | 26 997             |                  |
| Gualberto Villaroel   | San Pedro de Curahuara | 17 782             |                  |
| Ingavi                | Viacha                 | 134 535            |                  |
| Inquisivi             | Inquisivi              | 66 346             |                  |
| José Manuel Pando     | Santiago de Machaca    | 7 381              |                  |
| Larecaja              | Sorata                 | 86 481             |                  |
| Loayza                | Luribay                | 47 295             |                  |
| Los Andes             | Pucarani               | 77 579             |                  |
| Manco Kapac           | Copacabana             | 27 154             |                  |
| Muñecas               | Chuma                  | 25 193             |                  |
| Nor Yungas            | Coroico                | 36 983             |                  |
| Omasuyos              | Achacachi              | 84 484             |                  |
| Pacajes               | Coro Coro              | 55 180             |                  |
| Pedro Domingo Murillo | Palca                  | 1 663 099          |                  |
| Sud Yungas            | Chulumani              | 105 013            |                  |

Dipartimento di Oruro
| Provincia            | Capoluogo                | Popolazione (2012) | Superficie (km²) |
| -------------------- | ------------------------ | ------------------ | ---------------- |
| Atahuallpa           | Sabaya                   | 10 924             |                  |
| Carangas             | Corque                   | 11 071             |                  |
| Cercado              | Oruro                    | 309 277            |                  |
| Eduardo Avaroa       | Challapata               | 33 248             |                  |
| Ladislao Cabrera     | Salinas de Garcí Mendoza | 14 678             |                  |
| Litoral de Atacama   | Huachacalla              | 10 409             |                  |
| Puerto de Mejillones | La Rivera                | 2 076              |                  |
| Nor Carangas         | Huayllamarca             | 5 502              |                  |
| Pantaléon Dalence    | Huanuni                  | 29 497             |                  |
| Poopó                | Poopó                    | 16 775             |                  |
| Sajama               | Curahuara de Carangas    | 9 390              |                  |
| San Pedro de Totora  | Totora                   | 5 531              |                  |
| Saucarí              | Toledo                   | 10 149             |                  |
| Sebastian Pagador    | Santiago de Huari        | 13 153             |                  |
| Sud Carangas         | Andamarca                | 7 231              |                  |
| Tomás Barrón         | Eucaliptus               | 5 267              |                  |

Dipartimento di Pando
| Provincia      | Capoluogo             | Popolazione (2012) | Superficie (km²) |
| -------------- | --------------------- | ------------------ | ---------------- |
| Abuná          | Santa Rosa del Abuná  | 4 049              |                  |
| Federico Román | Nueva Esperanza       | 7 034              |                  |
| Madre de Dios  | Puerto Gonzalo Moreno | 24 070             |                  |
| Manuripi       | Puerto Rico           | 14 986             |                  |
| Nicolás Suárez | Porvenir              | 60 297             |                  |

Dipartimento di Potosí
| Provincia                 | Capoluogo                | Popolazione (2012) | Superficie (km²) |
| ------------------------- | ------------------------ | ------------------ | ---------------- |
| Alonzo de Ibáñez          | Sacaca                   | 27 970             |                  |
| Antonio Quijarro          | Uyuni                    | 54 947             |                  |
| Charcas                   | San Pedro de Buena Vista | 41 214             |                  |
| Chayanta                  | Colquechaca              | 97 251             |                  |
| Cornelio Saavedra         | Betanzos                 | 55 100             |                  |
| Daniel Saavedra           | Llica                    | 5 850              |                  |
| Enrique Baldivieso        | San Agustín              | 1 684              |                  |
| General Bernardino Bilbao | Arampampa                | 10 224             |                  |
| José María Linares        | Puna                     | 49 619             |                  |
| Modesto Omiste            | Villazón                 | 44 645             |                  |
| Nor Chichas               | Cotagaita                | 42 248             |                  |
| Nor Lípez                 | Colcha "K"               | 14 057             |                  |
| Rafael Bustillo           | Uncía                    | 86 947             |                  |
| Sud Chichas               | Tupiza                   | 55 879             |                  |
| Sud Lípez                 | San Pablo de Lípez       | 6 835              |                  |
| Tomás Frías               | Tinguipaya               | 229 047            |                  |

Dipartimento di Santa Cruz
| Provincia              | Capoluogo               | Popolazione (2012) | Superficie (km²) |
| ---------------------- | ----------------------- | ------------------ | ---------------- |
| Andrés Ibáñez          | Santa Cruz de la Sierra | 1 653 001          |                  |
| Ángel Sandoval         | San Matías              | 14 415             |                  |
| Chiquitos              | San José                | 82 429             |                  |
| Cordillera             | Lagunillas              | 120 111            |                  |
| Florida                | Samaipata               | 32 842             |                  |
| Germán Busch           | Puerto Suárez           | 42 799             |                  |
| Guarayos               | Ascención de Guarayos   | 48 301             |                  |
| Ichilo                 | Buena Vista             | 92 721             |                  |
| Ignacio Warnes         | Warnes                  | 108 888            |                  |
| José Miguel de Velasco | San Ignacio de Velasco  | 69 742             |                  |
| Caballero              | Comarapa                | 23 267             |                  |
| Ñuflo de Chávez        | Concepción              | 116 545            |                  |
| Obispo Santistevan     | Montero                 | 181 169            |                  |
| Sara                   | Portachuelo             | 42 278             |                  |
| Vallegrande            | Vallegrande             | 26 576             |                  |

Dipartimento di Tarija
| Provincia         | Capoluogo         | Popolazione (2012) | Superficie (km²) |
| ----------------- | ----------------- | ------------------ | ---------------- |
| Aniceto Arce      | Padcaya           | 53 081             |                  |
| Burdet O'Connor   | Entre Ríos        | 21 378             |                  |
| Cercado           | Tarija            | 205 346            |                  |
| Eustaquio Méndez  | Villa San Lorenzo | 34 993             |                  |
| Gran Chaco        | Yacuíba           | 147 164            |                  |
| José María Avilés | Uriondo           | 20 234             |                  |